# Темир (город)
Темир (каз. Темір) — город в Темирском районе Актюбинской области Казахстана. Административный центр Темирской городской администрации. Код КАТО — 155621100.

## География
Расположен на реке Темир, примерно в 20 км к югу от железнодорожной станции Темир.

## История
Город основан в 1870 году, в другом источнике указан 1879 год, (изначальное название — Каракамыс), когда сюда был переведён Эмбенский пост (построенный на реке Эмбе в 1862 году). Рядом с Темирским укреплением русскими переселенцами основан крестьянский посёлок который позднее соединился с укреплением. С 1896 года — уездный город.
Крупный торговый центр конца XIX — начала XX века, в котором проводились ярмарки два раза в год с участием торговцев из Ташкента, Бухары, Уфы, Оренбурга и Орска. Первые школы открыты в городе Темире в 1870 году. Сохранилась и отреставрирована мечеть Ахмета халфе. Родина военного деятеля Жансена Кереева, учёного Абу Такенова.
Нефтеперегонная станция, лесхоз. До 2000-х годов в городе функционировал маслоделательный завод.
Нынешний Темирский район с райцентром Шубаркудук образован в 1972 году.

## Население
| 1923  | 1939  | 1959  | 1970  | 1979  | 1989  | 1999  |
| ----- | ----- | ----- | ----- | ----- | ----- | ----- |
| 2773  | ↗5708 | ↘3914 | ↗4068 | ↘3674 | ↘3500 | ↘2310 |
| 2009  | 2016  | 2021  |       |       |       |       |
| ↗2678 | ↘2425 | ↘2202 |       |       |       |       |